# Peixe-frito-pavonino
Cuco-pavão ou peixe-frito-pavonino (Dromococcyx pavoninus) é uma espécie de ave da família Cuculidae. Pode ser encontrada na América do Sul. Os seus habitats naturais são as florestas subtropicais ou tropicais húmidas de baixa altitude, além de regiões subtropicais ou tropicais húmidas de alta altitude.

## Descrição

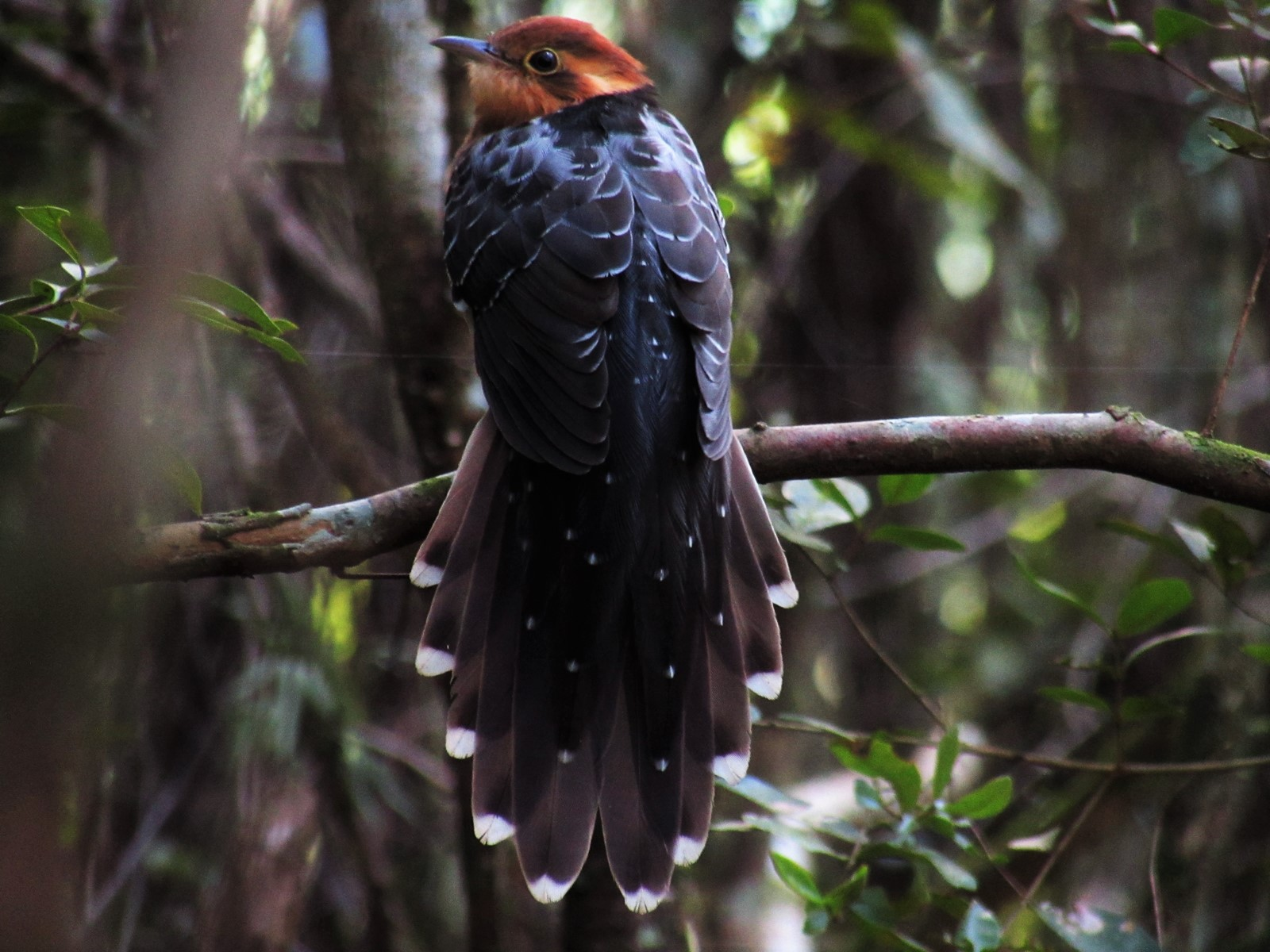
Visão dorsal de indivíduo da espécie com sua cauda pavonina.

A cabeça e a crista da espécie são marrom-enferrujado e a plumagem remanescente é principalmente castanha escura na parte superior e mais pálida na parte inferior. Seu supercílio, garganta e peito possuem cor amarela clara. É semelhante em aparência ao saci-faisão, mas tem um canto ligeiramente diferente e é maior no geral.

## Distribuição e habitat
Vive em florestas da América do Sul, onde é encontrado na Argentina, Bolívia, Brasil, Colômbia, Equador, Guiana Francesa, Guiana, Paraguai, Peru e Venezuela. Tem uma ampla gama, mas uma distribuição irregular, estando ausente de algumas áreas onde se poderia esperar que estivesse presente.

## Comportamento
Por ser tímido e se esquivar, pouco se sabe sobre seu comportamento, sendo notado pelas pessoas principalmente através do canto. Parece ser uma espécie principalmente solitária. Tem uma aparência curiosa quando em voo, lembrando as asas batendo de uma borboleta. A cauda é aberta e as batidas das asas são lentas e medidas.

### Reprodução
É um parasita de ninhada, uma estratégia de reprodução rara na Amazônia. Entre suas espécies hospedeiras conhecidas, incluem-se o olho-falso, o tororó, a choquinha-lisa. Tal como acontece com outras aves parasitas, o cuidado dos pais com os ovos e crias é fornecido pela espécie hospedeira. A fêmea põe um único ovo por ninho parasitado; ao contrário de outras aves, os ovos não são muito semelhantes aos ovos do hospedeiro. Ao eclodir, o filhote mata todos os filhotes hospedeiros ou remove seus ovos.

### Alimentação
Sua dieta é pouco conhecida, mas consiste principalmente de insetos, em especial ortópteros. É normalmente visto no solo ou no sub-bosque da floresta, que é provavelmente onde caça seus insetos para comer.

## Conservação
A União Internacional para a Conservação da Natureza (IUCN) considerou o estado de conservação da espécie como "pouco preocupante". Nenhuma ameaça particular foi identificada e a ave tem uma ampla variedade e uma grande população presumida. A tendência populacional provavelmente será de queda, mas não a uma taxa que justifique colocá-la em uma categoria mais ameaçada.